# Nil Blau
|  | Per a altres significats, vegeu «Nil Blau (estat)». |

El Nil Blau (àrab: النيل الأزرق, an-Nīl al-Azraq; amhàric: ዓባይ) és un riu de 1.783 km de llargària que desaigua al Nil, a la ciutat de Khartum. Neix al llac Tana, a Etiòpia, amb el nom d'Abbai, i corre cap al nord per Etiòpia i Sudan.

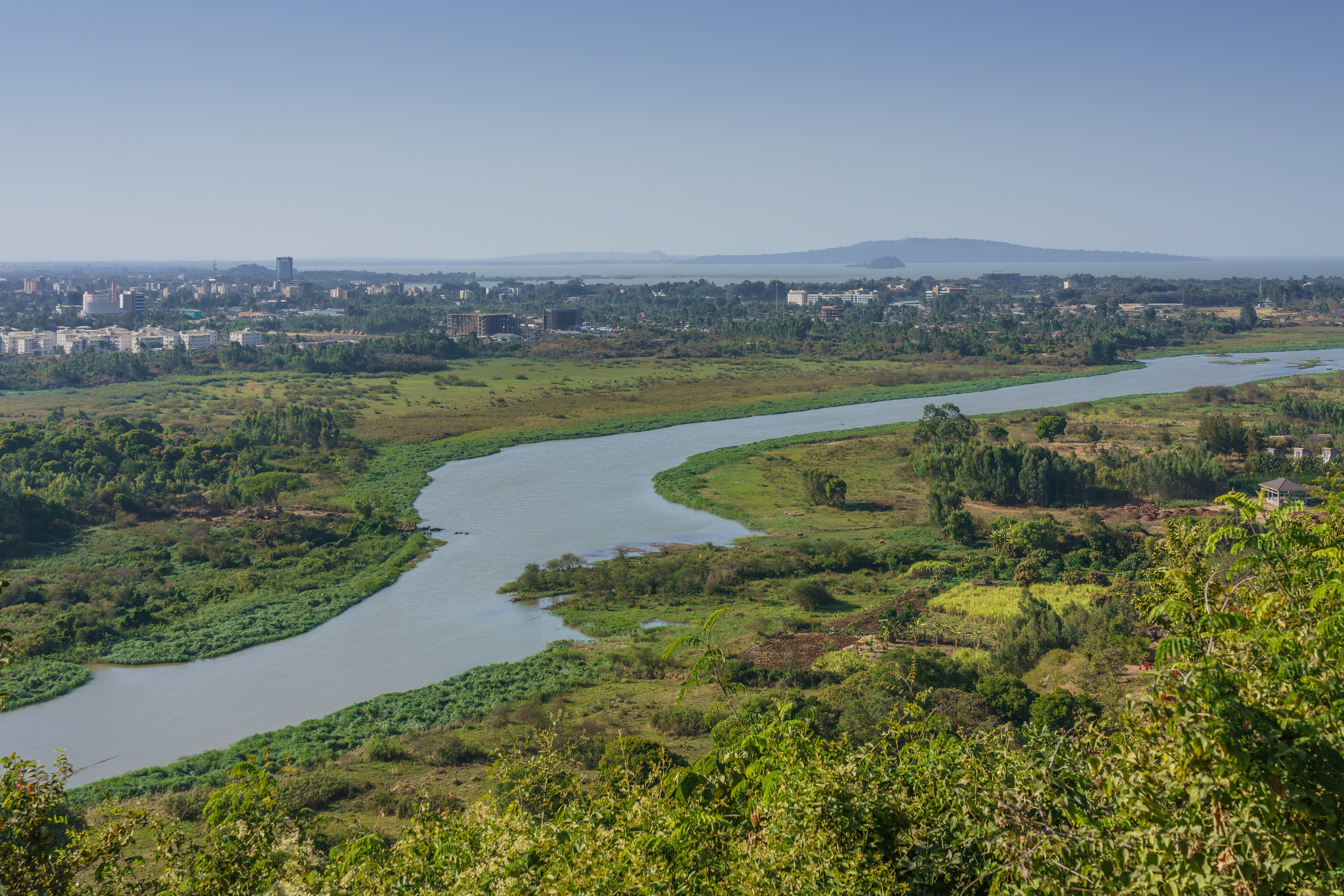
Nil Blau

El Nil Blau neix al llac Tana, de 2.156 km2, localitzat a l'altiplà nord d'Amhara, a 1.778 m d'altitud. En aquest llac, conflueixen uns 50 rius menors que es barregen en les seues aigües. Al més gran d'eixos tributaris, els etíops l'anomenen Abbai Wenz (‘riu gran’) o, comunament, Abbai (amhàric: አባይ). Afirmen que és el vertader Nil Blau. Neix en un petit bosc d'arbres que s'eleven en un prat de brossa baixa, en un lloc on les aigües surten de terra bombollejant, i constitueixen unes deus ocultes entre la vegetació.
A uns 32 km del llac Tana, cap al sud-est, a l'altiplà etíop, hi ha les cascades del Nil Blau, també anomenades Tis Abbai, que en la llengua local significa ‘aigua fumejant’. En aqueix lloc, hi ha una petita central hidroelèctrica. Des d'eix punt, ja es pot anomenar el riu pròpiament, sense cap dubte, Nil Blau. A part de l'existència d'eixa modesta central hidroelèctrica, els etíops no exploten les aigües del Nil, ni per a obtenir energia, ni per a conreus de regadiu.
El curs del riu en terres etíops, descriu una ampla corba amb forma d'arc, que travessa la regió muntanyosa central d'Etiòpia i continua després en direcció nord, fins a entrar al Sudan. Es tracta d'un recorregut de més de 800 km, al llarg del qual el riu baixa un desnivell d'uns 1.200 metres. Les aigües hi han anat excavant a poc a poc un canó, les parets del qual són de roca volcànica, i que arriba a tindre una amplària de 25 o 30 metres. Aquestes aigües arrosseguen cap al desert el llim que han arrancat o erosionat de les terres altes de l'altiplà d'Etiòpia.
Uns quilometres abans d'arribar al Sudan, el riu passa pel nou llac artificial creat per la Presa del Renaixement, una obra que es va iniciar l'any 2011 amb l'objectiu principal de satisfer les necessitats energètiques d’Etiòpia.
Ja al Sudan, el riu rep pel marge dret el seu principal afluent: el riu Dinder (en àrab, Nahr ad-Dindar), amb una llargària de 480 km, i que també neix prop del llac Tana, però que, tanmateix, té un curs molt diferent, sempre cap a l'oest-sud-oest.
Des d'èpoques molt remotes, aquest riu ha constituït una barrera que, en certa manera, dividia el país en dues parts. Fins al segle xix, per travessar el riu sols va haver-hi disponibles dos ponts construïts amb pedra i morter. Més modernament, hi foren construïts altres tres ponts, molt més funcionals, d'acer i formigó, amb dos carrils de circulació.
Fins i tot actualment, ja entrats al segle xxi, el Nil Blau ofereix una sèrie de dificultats tals com els seus ràpids, que hi compliquen la navegació; també les bandes de lladres que ronden per aquelles terres, els anomenats shifta, i els indígenes de la conca baixa del riu, les javelines dels quals són un perill per als visitants; també hi ha cocodrils de grandària considerable, una calor asfixiant i paràsits que transmeten malalties i febre.
El riu Nil és un dels més importants del món, i és un dels rius gràcies als quals a Egipte es poden plantar arbres en zones que, sense aquests, serien desert. Després del seu recorregut per terres etíops, el Nil Blau arriba a Khartum, capital del Sudan, on es fusiona amb el Nil Blanc. Junts, els dos rius conformen el Nil pròpiament dit. Les inundacions anuals del Nil es deuen en gran part al Nil Blau, que ofereix al llarg de l'any moltes variacions en el seu cabal. En la confluència a Khartum de les dues branques del Nil, (Nil Blau i Nil Blanc), el Nil Blau aporta poc més d'un 30% de l'aigua (en èpoques de pluges al massís etíop, molt més que això, cosa que genera les crescudes del Nil), mentre que el Nil blanc aporta el quasi 70% restant.
La distància del riu des del seu naixement fins a la seva confluència s'ha informat de diverses maneres entre 1460 km i 1600 km. Aquesta incertesa podria derivar del fet que el riu travessa una sèrie de gorges pràcticament impenetrables tallades a les terres altes d'Etiòpia a una profunditat d'uns 1500 m. Segons materials publicats per l'Agència Central d'Estadística d'Etiòpia, el Nil Blau té una longitud total de 1450 km, dels quals 800 km es troben a d'Etiòpia.

### A Etiòpia
El Nil Blau neix al llac Tana a Etiòpia (on s'anomena riu Abay). El riu flueix generalment cap al sud abans d'entrar en un canó d'uns 400 km de llarg, a uns 30 km del llac Tana, que és un gran obstacle per als viatges i la comunicació entre el nord i el sud d'Etiòpia. El canó va ser conegut per primera vegada com el "Gran Canó" l'any 1968 per un equip britànic que va aconseguir el primer descens del riu des del llac Tana fins al final del canó; les posteriors expedicions el van anomenar el "Gran Canó del Nil". Les cascades del Nil Blau (en amhàric: Tis Abay, literalment "gran fum"), una de les atraccions turístiques més grans d'Etiòpia, es troba a l'inici del canó.
El riu travessa el nord-oest d'Etiòpia abans de ser alimentat per nombrosos afluents entre el llac Tana i la frontera entre Etiòpia i el Sudan. Els de la seva riba esquerra, aigües avall, inclouen el riu Wanqa, el riu Bashilo, el riu Walaqa, el riu Wanchet, el riu Jamma, el riu Muger, el riu Guder, el riu Agwel, el riu Nedi, el riu Didessa. i el riu Dabus. Els del costat dret, també en el mateix ordre, inclouen Handassa, Tul, Abaya, Sade, Tammi, Cha, Shita, Suha, Muga, Gulla, Temcha, Bachat, Katlan, Jiba, Chamoga, Weter i Beles.

### Al Sudan

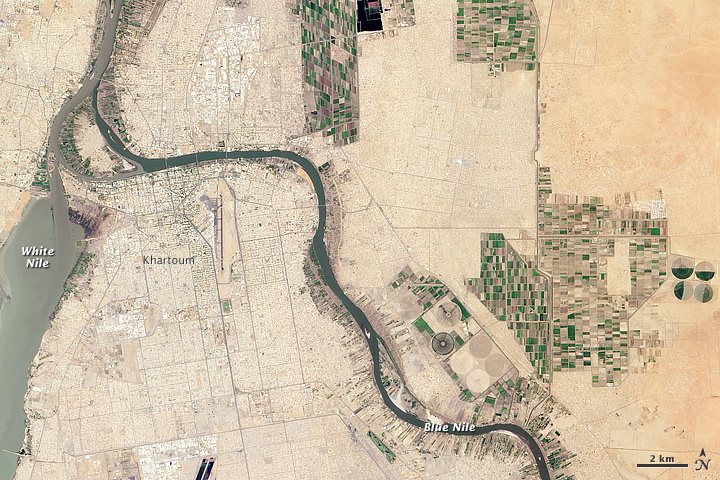
Imatge de satèl·lit d'on es fusionen el Nil Blanc i el Nil Blau

El Nil Blau es dirigeix després cap al nord-oest cap al Sudan. Viatja uns 650 km, passant per Er Roseires i rebent el riu Dinder al seu marge dret a Dinder. A Khartum, el Nil Blau s'uneix al Nil Blanc i, com el Nil, travessa Egipte fins a la mar Mediterrània a Alexandria.

## Flux d'aigua

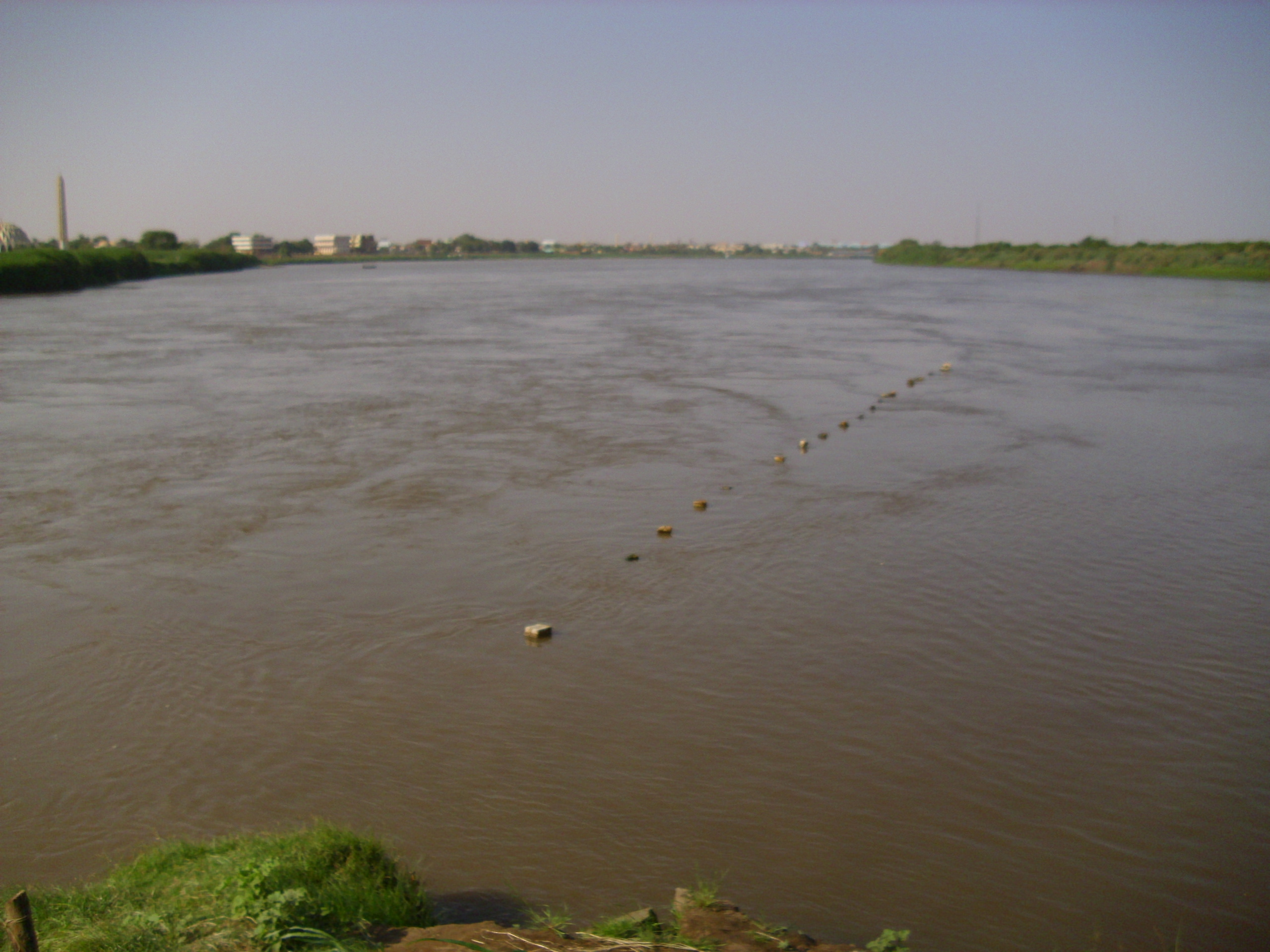
Confluència dels rius Nil Blau i Blanc prop de Khartum, la capital del Sudan

El cabal del Nil Blau assoleix el màxim volum a l'època de pluges de juny a setembre, quan subministra entre el 80  –  el 86% de l'aigua del Nil pròpiament dit. El riu va ser una de les principals fonts de les inundacions del Nil a Egipte que van contribuir a la fertilitat de la vall del Nil i el consegüent augment de l'antic Egipte i la mitologia egípcia. Amb la finalització de la Resclosa d'Assuan el 1970, aquestes inundacions van deixar de produir-se al baix Egipte. Durant l'època dels monsons d'estiu, les riuades del Nil Blau erosionen una gran quantitat de sòl fèrtil de les terres altes d'Etiòpia i el porten riu avall com a llim, tornant l'aigua marró fosc o gairebé negre.
El Nil Blau és vital per a la subsistència d'Egipte: com a afluent més important del Nil, contribueix amb més del 85% del cabal del Nil. Encara que és més curt que el Nil Blanc, el 59% de l'aigua que arriba a Egipte prové de les terres altes etíops a través del Nil Blau. El riu també és un recurs important per al Sudan, on la presa de Roseires i la presa de Sennar produeixen el 80% de l'energia del país. Aquestes preses també ajuden a regar l’Esquema Gezira, que és més famós pel seu cotó d'alta qualitat, així com per la producció de cultius de blat i pinsos a la zona.
El novembre de 2012, Etiòpia va començar la construcció de la Grand Ethiopian Renaissance Dam, una presa hidroelèctrica de 6.000 megawatts al riu. S'espera que la presa sigui un impuls per a l'economia etíop. El Sudan i Egipte, però, van expressar la seva preocupació per una possible reducció de l'aigua disponible. La generació d'electricitat va començar el febrer de 2022.

## Història

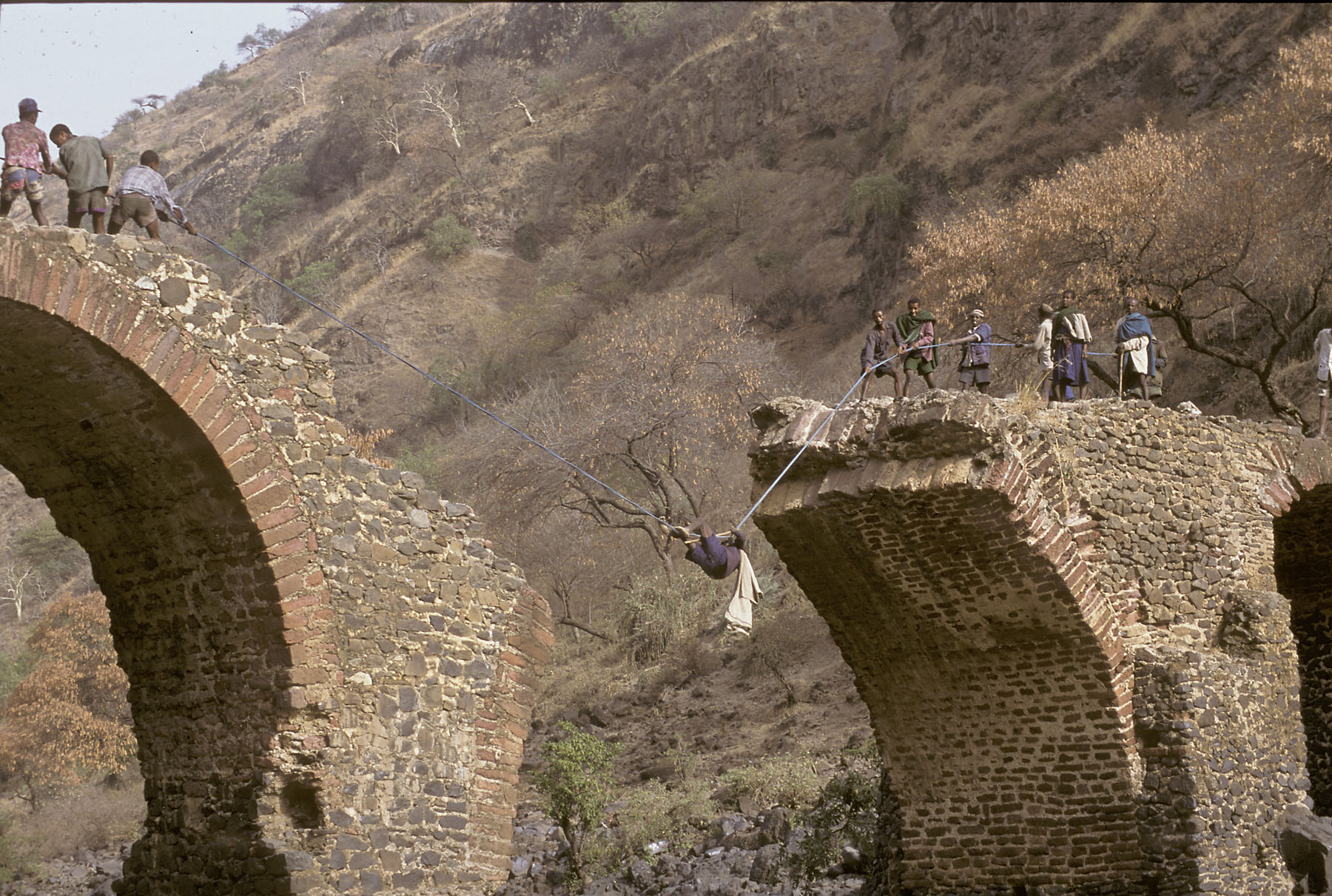
Els homes travessen el Nil Blau amb una corda abans de la construcció d'un nou pont

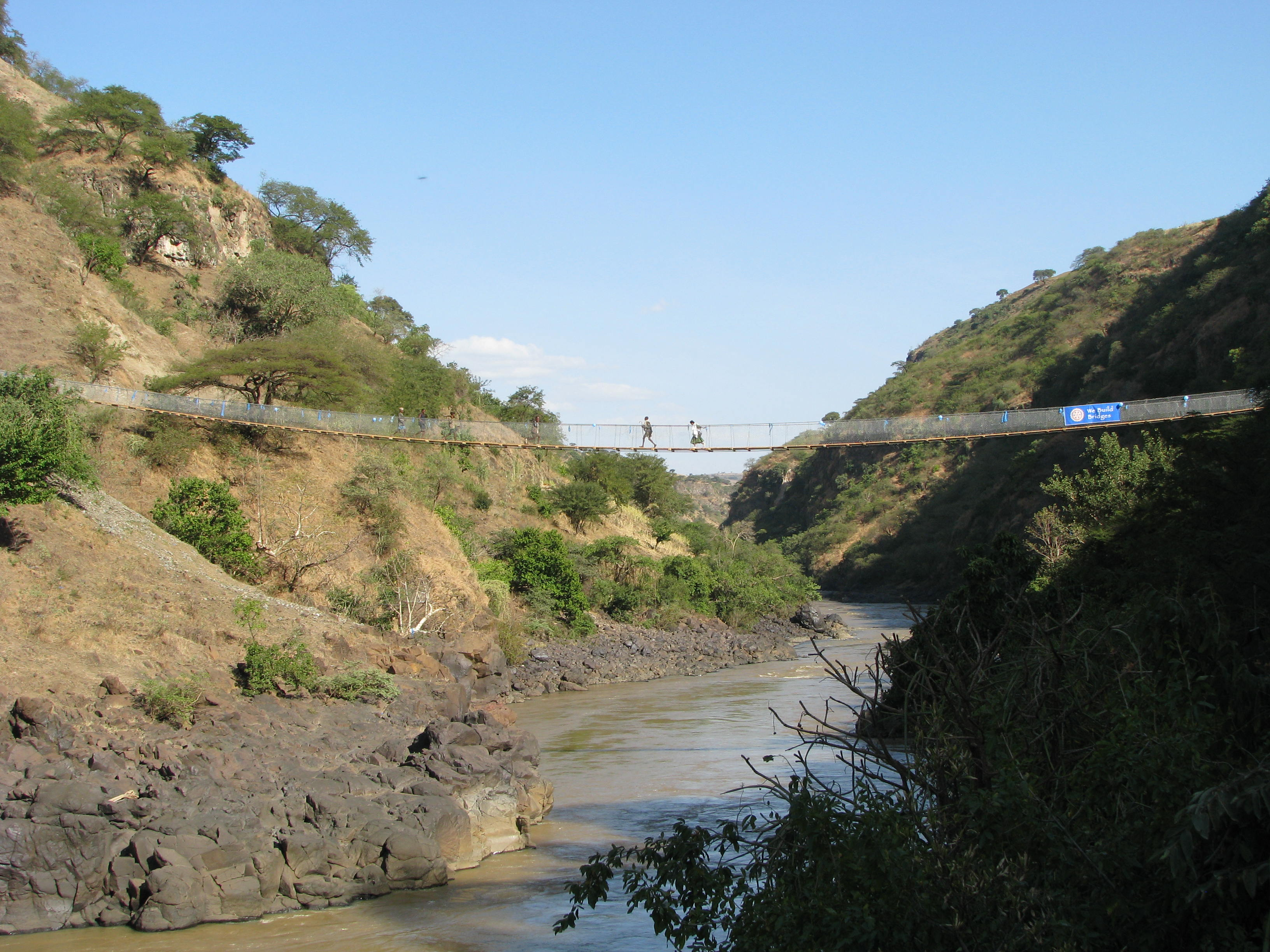
Pont penjant sobre el riu Nil Blau. És l'únic pont de cable per a vianants sobre el Nil Blau a Etiòpia.

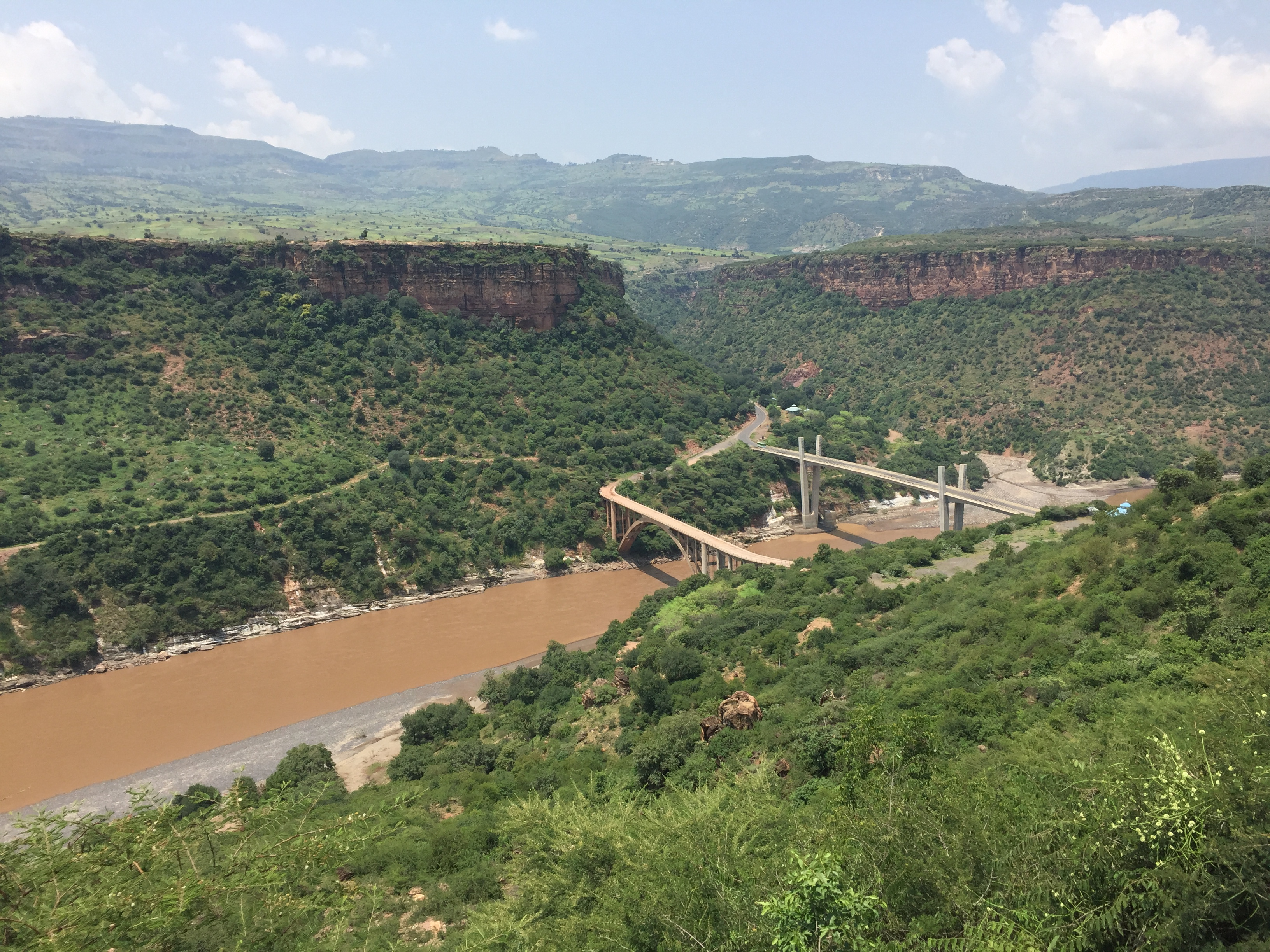
Congost del Nil Blau a Etiòpia.

### Primera exploració europea
El primer europeu conegut que va veure el Nil Blau a Etiòpia i el naixement del riu va ser Pedro Páez, un jesuïta espanyol que va arribar al naixement del riu el 21 d'abril de 1618. No obstant això, el portuguès João Bermudes, l'autodenominat "Patriarca d'Etiòpia", va proporcionar la primera descripció de les cascades del riu Tis Abay a les seves memòries publicades el 1565, i qualsevol nombre d'europeus que van viure a Etiòpia a finals del segle xv, com ara Pêro da Covilhã podria haver vist el riu molt abans de Páez, però no va arribar al seu naixement. La font del Nil pròpiament dita també va ser aconseguida el 1629 pel missioner jesuïta portuguès Jerónimo Lobo i el 1770 per l'explorador escocès James Bruce.
Tot i que els exploradors europeus van contemplar traçar el curs del Nil des de la confluència del Nil Blau amb el Nil Blanc fins al llac Tana, el Canó del Nil Blau ha desanimat tots els intents des de l'intent de Frédéric Cailliaud el 1821. El primer intent seriós per part d'un no local d'explorar aquest tram del riu va ser realitzat pel nord-americà WW Macmillan el 1902, ajudat per l'explorador noruec BH Jenssen; Jenssen va procedir riu amunt des de Khartum mentre Macmillan va navegar riu avall del llac Tana. No obstant això, els vaixells de Jenssen van ser bloquejats pels ràpids de Famaka, a prop de la frontera entre el Sudan i Etiòpia, i els vaixells de Macmillan van naufragar poc després d'haver estat llançats. Macmillan va animar Jenssen a intentar navegar de nou riu amunt de Khartum el 1905, però es va veure obligat a aturar-se a 500 km del llac Tana. Robert Cheesman, que registra la seva sorpresa en arribar a Etiòpia en descobrir que les aigües superiors d'"un dels més famosos dels rius del món, i el nom del qual era ben conegut pels antics" estava en vida "marcada en el mapa per línies de punts", va aconseguir cartografiar el curs superior del Nil Blau entre 1925 i 1933. No ho va fer seguint el riu per les seves ribes i a través del seu canó infranquejable, sinó seguint-lo des de les terres altes, recorrent uns 8.000 km en mula al país adjacent.
A les dècades de 1950 i 1960, diversos caiaquistes van remar parts del canó. El 1968, a petició de Haile Selassie, un equip de 60 militars i científics britànics i etíops va fer el primer descens complet del riu des del llac Tana fins a un punt proper a la frontera sudanesa liderat per l'explorador John Blashford-Snell. L'equip va utilitzar Avon Inflatables especialment construïts i vaixells d'assalt dels Royal Engineers modificats per navegar pels formidables ràpids. Les posteriors expedicions de ràfting a les dècades de 1970 i 1980 en general només van cobrir parts del canó del riu.
L'any 1999, l'escriptora Virginia Morell i la fotògrafa Nevada Wier van fer el viatge en bassa des del llac Tana fins al Sudan, i van publicar un documental sobre el seu viatge després. L'any 2000, Kenneth Frantz va veure una foto feta per Nevada Wier per a National Geographic que el portaria a fundar l'organització benèfica Bridges to Prosperity. Aquesta foto mostrava un pont trencat durant la Segona Guerra Mundial, amb 10 homes a banda i banda del tram trencat tirant-se mútuament a través del perillós buit amb una corda. Aquest pont històric va ser construït per l'emperador Fasilides aproximadament el 1660 amb la tecnologia del pont romà portada a Etiòpia pels soldats portuguesos durant una batalla amb els invasors musulmans el 1507. Tant el 2001 com el 2009, els voluntaris de Bridges to Prosperity van viatjar des dels Estats Units per reparar el pont trencat sobre el Nil Blau i més tard van construir un nou pont penjant no susceptible d'inundació.

### L'actualitat
El 28 d'abril de 2004, el geòleg Pasquale Scaturro i el seu soci, caiaquista i documentalista Gordon Brown, es van convertir en els primers coneguts que van navegar pel Nil Blau completament. Tot i que la seva expedició va incloure diverses altres, Brown i Scaturro van ser els únics que van romandre a l'expedició durant tot el viatge. Van narrar la seva aventura amb una càmera IMAX i dues càmeres de vídeo portàtils, compartint la seva història a la pel·lícula Mystery of the Nile i en un llibre del mateix títol.
El 29 de gener de 2005, el canadenc Les Jickling i el seu company d'equip, el neozelandès Mark Tanner, van completar el primer trànsit totalment humà de tot el Nil Blau i el Nil al Sudan i Egipte. El seu viatge de més de 5000 km va trigar cinc mesos i va viatjar per Etiòpia, Sudan i Egipte. Expliquen que van remar a través de zones de conflicte de la guerra civil, regions conegudes per bandolers, i que es van trobar amb múltiples perills i ràpids.